# Иоахимсталь (гимназия)
Гимназия Иоахимсталь — старейшее учебное заведение Германии. 
Основано в 1607 году курфюрстом Иоахимом-Фридрихом в Иоахимстале первоначально как Княжеское училище — в нём обучались 120 учеников.
Во время Тридцатилетней войны, в 1636 году, здание школы было разрушено саксонцами.
В 1656 году, сначала в Берлинском городском дворце, затем в других зданиях Берлина, учебное заведение было возобновлено под названием «Иоахимстальской гимназии». С 1912 года она находилась в Темплине.
В «Иоахимстальской гимназии» хранится портрет Иоганна Себастьяна Баха работы К. Ф. Лисевского (1772) (его репродукция имеется в русском издании книги Филиппа Вольфрума «Иоганн Себастиан Бах». — М., 1912).